# Officine Scirea
Officine Scirea war ein italienischer Hersteller von Flugmotoren und Automobilen.

## Unternehmensgeschichte
Antonio Scirea gründete 1910 in Mailand das Unternehmen zur Produktion von Flugmotoren. 1914 begann für kurze Zeit die Produktion von Automobilen. Der Markenname lautete Scirea. 1924 wurde die Produktion am neuen Unternehmenssitz in Monza wieder aufgenommen. 1927 endete die Produktion.

## Fahrzeuge
Das erste Modell 8/10 HP erschien 1914. Der Vierzylindermotor mit 1131 cm³ Hubraum leistete 14 PS. Die bauartbedingte Höchstgeschwindigkeit war mit 70 km/h angegeben. Das Getriebe verfügte über drei Gänge.
1924 folgten die Modelle Tipo Unico und Sport mit Vierganggetriebe. Die Motoren dieser Modelle leisteten aus 1539 cm³ Hubraum 22 PS bzw. 35 PS und ermöglichten 90 km/h bzw. 105 km/h Höchstgeschwindigkeit.